# Thyriochlorota jordani
Thyriochlorota jordani är en skalbaggsart som beskrevs av Ohaus 1905. Thyriochlorota jordani ingår i släktet Thyriochlorota och familjen Rutelidae. Utöver nominatformen finns också underarten T. j. orientalis.